# Barbus claudinae
Barbus claudinae is een  straalvinnige vissensoort uit de familie van eigenlijke karpers (Cyprinidae). De wetenschappelijke naam van de soort is voor het eerst geldig gepubliceerd in 1990 door De Vos & Thys van den Audenaerde.
De soort staat op de Rode Lijst van de IUCN als Bedreigd, beoordelingsjaar 2006.